# Thenus orientalis
A Thenus orientalis a felsőbbrendű rákok (Malacostraca) osztályának tízlábú rákok (Decapoda) rendjébe, az Achelata alrendágába, a Scyllaridae családjába, azon belül a Theninae alcsaládjába tartozó Thenus nembe tartozó faj.
Megtalálható a teljes Indiai-óceán partszakaszán, az Indonéz szigetvilágon és Ausztrália északi partjain. 8–50 méter mélyen, 28 fokon érzi jól magát. Főleg a puha homok vagy sár talajzatot kedveli.
Átlagos testhossza 24–26 centiméter, szélessége 8 centiméter, háromszögletes alakú. Vöröses-kékes színű. Fejtora erősen depresszált, az eleje fűrészelt, a vége sima. Szemei a fejtor legszélén vannak jelen. Hátán főleg pöttyök találhatóak.